# Bonsai Kitten
Bonsai Kitten – internetowa mistyfikacja, która przekazywała instrukcje, jak wyhodować koty w butelce jako formę ozdoby, na wzór drzewek bonsai. Po narodzinach kot miał być umieszczony w szklanym pojemniku, a następnie miał rosnąć i z czasem wypełnić naczynie dopasowując się do jego kształtu.

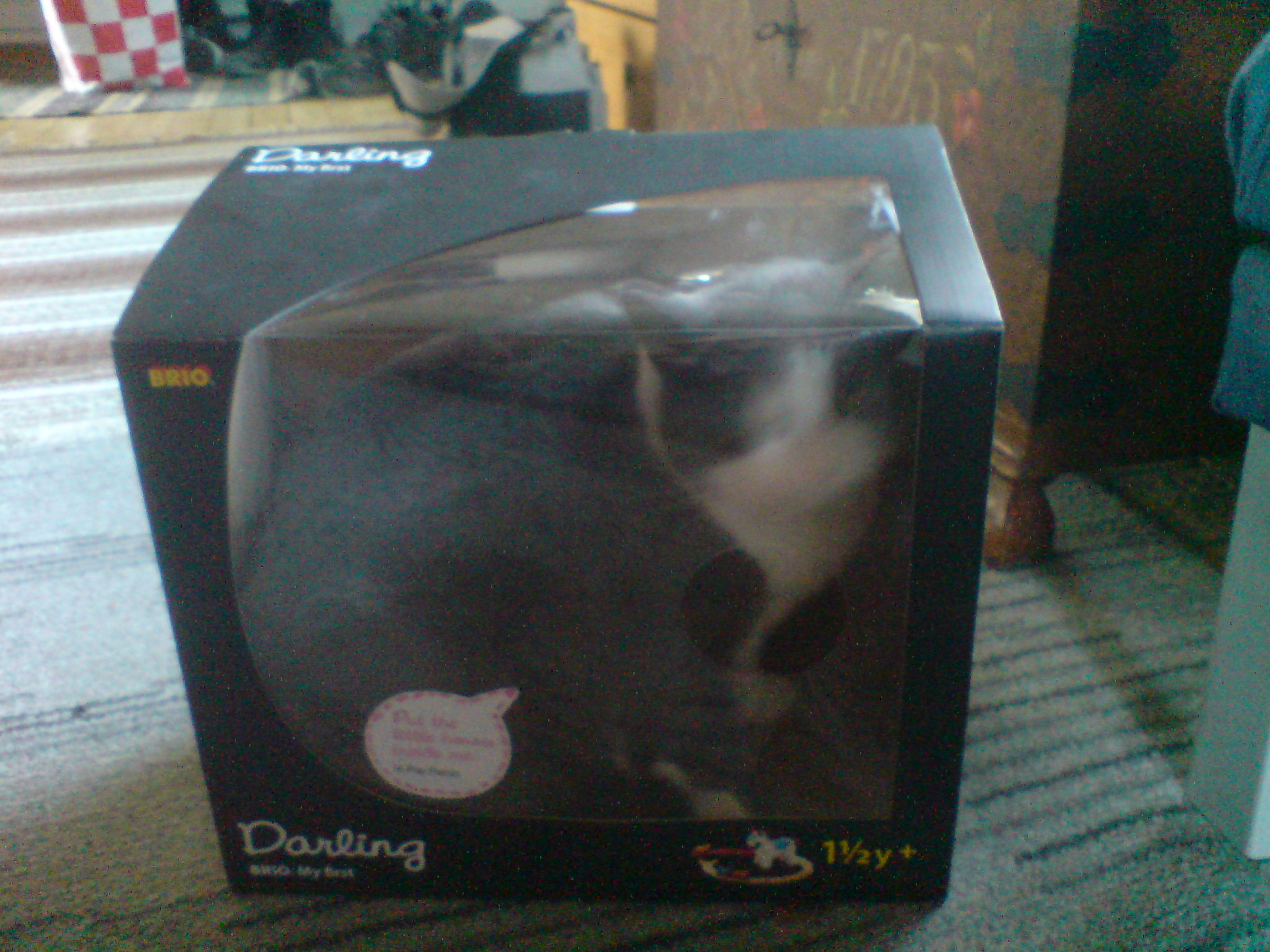
Kot „bonsai”

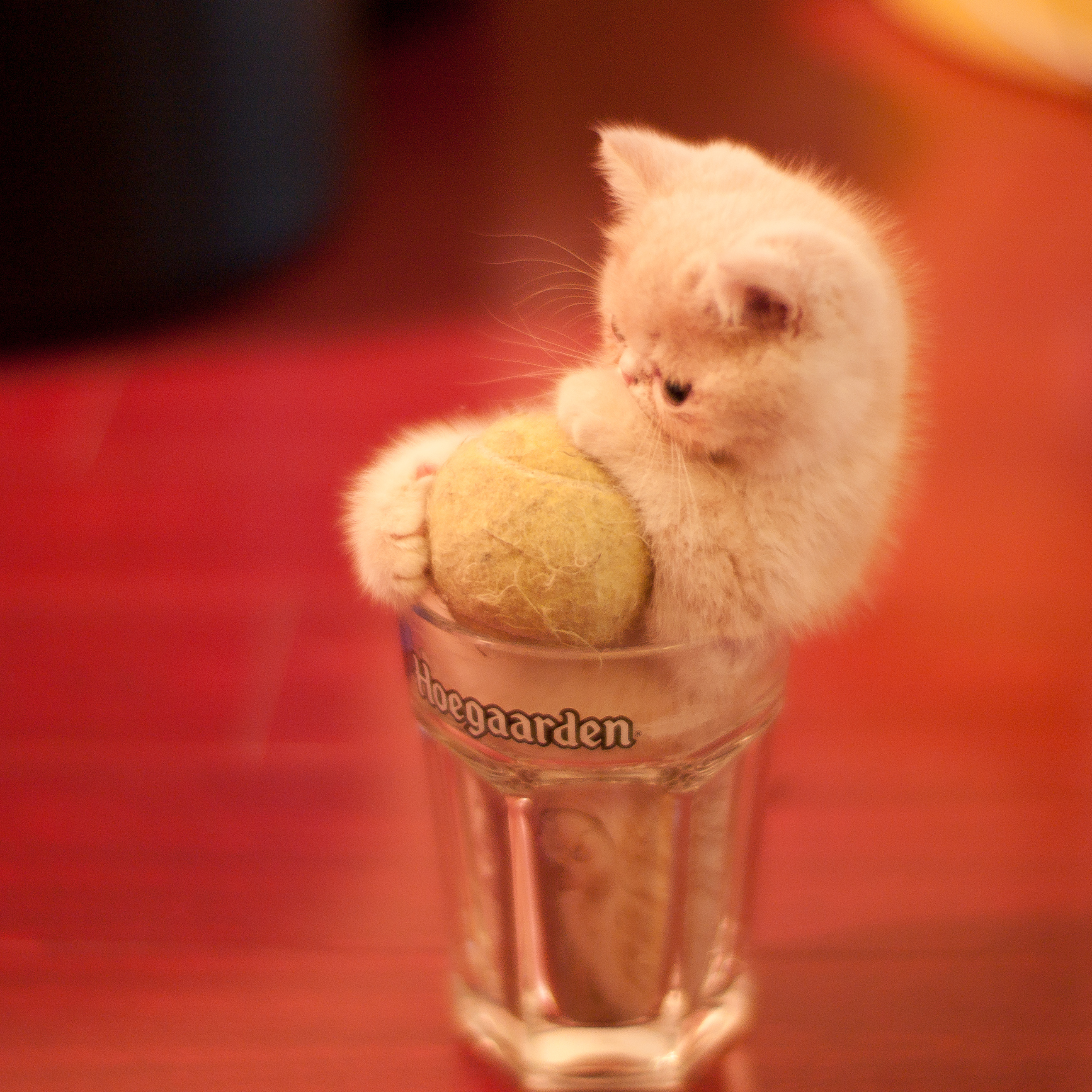

Kot miał rzekomo oddychać przez wywiercone dziurki w szkle, a dostarczanie pożywienia i pozbywanie się nieczystości miało odbywać się przez specjalne rurki. Efektem miała być ciekawa ozdoba, zamiast zwierzęcia domowego. Bonsai Kitten zostało początkowo opublikowane w 2000 roku jako strona „zrób to sam” pod adresem www.bonsaikitten.com.

## Mistyfikacja
Wbrew wielu faktom przeczącym i potwierdzającym prawdziwość strony internetowej, była ona jedynie żartem absolwenta Massachusetts Institute of Technology (MIT) znanego pod pseudonimem „Dr Michael Wong Chang”.
Strona jest częściowo parodią japońskiej sztuki bonsai, ale również przypomina praktykę comprachicos.
Mistyfikacja była tak bardzo rozwinięta, że sugerowano możliwość kupienia odpowiedniego sprzętu przez stronę internetową – okazało się to całkowitym fałszem. Autor założył nawet fałszywą księgę gości, na której znajdowały się wpisy „zadowolonych klientów”. Kontakt e-mailowy z nimi był niemożliwy, gdyż wszystkie podane dane były fałszywe. Dodatkowym „wsparciem” mistyfikacji była fałszywa lista dyskusyjna i dobrej jakości fotomontaże, które miały dodatkowo pomóc w oszukaniu internautów.

## Reakcja
Wiele osób uwierzyło w mistyfikację. Zarówno osoby przekonane o prawdziwości strony, jak i te, które sądziły, że promuje ona okrucieństwo wobec zwierząt, zgłaszały ten fakt organizacjom ochrony praw zwierząt oraz tworzyły internetowe petycje, które miały doprowadzić do zablokowania strony. Negatywna reakcja spowodowała odmowę dalszej współpracy dotychczasowej firmy hostującej z Bonsai Kitten. Wkrótce strona została przeniesiona na serwery Rotten.com.
W lutym 2001 Federalne Biuro Śledcze rozpoczęło śledztwo w sprawie Bonsai Kitten. MIT został nawet wezwany przez sąd do udostępnienia danych osobowych autora strony. „Dr Chang” w anonimowym wywiadzie stwierdził: „Byłem całkowicie zaskoczony. Naprawdę myślałem, że FBI ma lepsze rzeczy do roboty. Właśnie na to idą wasze podatki!”.
W polskim internecie strona Bonsai Kitten wywołała spore poruszenie wśród miłośników zwierząt. Zaczęto tworzyć własne petycje przeciwko stronie, a nawet rozsyłano e-maile zachęcające do zbierania podpisów. Wkrótce częstotliwość rozsyłania tych listów była tak duża, że zostały one zakwalifikowane jako spam.